# Donald William Wuerl
Donald William Wuerl (Pittsburgh, 12 de novembro de 1940) é um cardeal da Igreja Católica estadunidense, arcebispo emérito de Washington.

## Biografia
Depois de frequentar a escola Saint Mary of the Mount em Pittsburgh, ele ingressou no Seminário Saint Gregory em Cincinnati. Foi ordenado sacerdote em 17 de dezembro de 1966, no Pontifício Colégio Norte-Americano de Roma, por Francis Frederick Reh, bispo-titular de Macriana na Mauritânia, reitor do Pontifício Colégio. Estudou na Universidade Católica da América e em Roma, onde como aluno do Pontifício Colégio Norte-Americano frequentou a Pontifícia Universidade Gregoriana e a Pontifícia Universidade São Tomás de Aquino, na qual obteve o doutorado em teologia em 1974.
Foi secretário do bispo John Joseph Wright de Pittsburgh e, quando o bispo Wright foi criado cardeal e nomeado prefeito da Sagrada Congregação para o Clero em 1969, ele continuou nesse cargo, além de se tornar um dos escriturários da Congregação, onde permaneceu até 1980. Ele foi assessor do cardeal Wright no Segundo Conclave de 1978 por causa da saúde do cardeal. Nesta altura também trabalhava regularmente na edição inglesa de "L'Osservatore Romano".
Eleito bispo-auxiliar de Seattle em 30 de novembro de 1985 pelo Papa João Paulo II, foi consagrado bispo-titular de Rosemarkie em 6 de janeiro de 1986, na Basílica de São Pedro, pelo Papa João Paulo II, coadjuvado pelo cardeal Agostino Casaroli, secretário de Estado, e pelo cardeal Bernardin Gantin, prefeito da Congregação para os Bispos.
Ele compartilhou o poder com o arcebispo Raymond G. Hunthausen, de Seattle, e recebeu autoridade da Santa Sé sobre anulações, liturgia, nomeações para o clero e educação, questões morais em instituições de saúde e ministério para homossexuais. Renunciou ao cargo de bispo-auxiliar de Seattle em 26 de maio de 1987. Mas, em 12 de fevereiro de 1988, foi nomeado para a sé de Pittsburgh. Foi promovido a arcebispo metropolitano de Washington em 16 de maio de 2006, onde deu entrada solene em 22 de junho. Em abril de 2008, ele recebeu o Papa Bento XVI durante sua visita aos Estados Unidos.
Em 20 de outubro de 2010, foi anunciada a sua criação como cardeal pelo Papa Bento XVI, no Consistório de 20 de novembro, em que recebeu o barrete vermelho e o título de cardeal-presbítero de São Pedro Acorrentado.
Renunciou ao governo arquidiocesano de Washington em 12 de outubro de 2018, depois de se ver envolvido em caso de omissão diante de abusos sexuais feitos por alguns padres em sua diocese..
Atualmente é membro dos seguintes dicastérios da Cúria Romana: da Congregação para a Doutrina da Fé, Congregação para os Bispos, Congregação para o Clero, Pontifício Conselho para a Cultura, Pontifício Conselho para a Promoção da Unidade dos Cristãos e a Administração do Patrimônio da Sé Apostólica.

## Conclaves
- Conclave de 2013 - participou da eleição de Jorge Mario Bergoglio como Papa Francisco.